# Scarus chinensis
Scarus chinensis is een  straalvinnige vissensoort uit de familie van papegaaivissen (Scaridae). De wetenschappelijke naam van de soort is voor het eerst geldig gepubliceerd in 1867 door Steindachner.
De soort staat op de Rode Lijst van de IUCN als Onzeker, beoordelingsjaar 2009.